# Iannis Roder
 (octobre 2021).
Iannis Roder, né en 1971, est professeur agrégé d'histoire. Il enseigne depuis 1999 dans un collège REP de Seine-Saint-Denis.

## Biographie
Spécialiste de l'histoire de la Shoah, Iannis Roder est directeur de l'Observatoire de l’éducation à la Fondation Jean-Jaurès.
Consultant pédagogique, intervenant  sur le site akadem et responsable des formations au Mémorial de la Shoah, il a écrit plusieurs ouvrages sur l'enseignement de l’histoire de la Shoah.
Il est membre du conseil des sages de la laïcité.
Auteur d'ouvrages sur l’enseignement dans les espaces de relégation sociale, il collabore régulièrement avec le supplément Éducation du Monde.
Il est président de l’Observatoire du conspirationnisme, association éditrice de Conspiracy Watch.
Le 29 septembre 2021, il est nommé membre de la commission Bronner.
Dans une tribune de Le Monde paru en novembre 2024, Roder explique pourquoi il n'y a pas, selon lui, de génocide perpétré par Israël à Gaza . 

### Autre
L'une de ses grandes passions est le rugby. « Dans le rugby, il y a une place pour tout le monde », déclare-t-il. Il a joué trois-quarts centre au CASG (le futur Stade français), puis au Saint-Denis Union Sports, enfin à Sarcelles, en fédérale.

### Prix
- Prix Jean-Zay, décerné le 6 avril 2023[9] pour son livre La Jeunesse française, l'école et la République. Le prix Jean-Zay récompense un ouvrage portant sur la laïcité et les valeurs de la République.

## Publications
- Tableau noir. La défaite de l’école, éditions Denoël, 2008
- Allons z'enfants... la République vous appelle, éditions Odile Jacob, 2018
- Sortir de l'ère victimaire. Pour une nouvelle approche de la Shoah et des crimes de masse, éditions Odile Jacob, 2020
- La Jeunesse française, l'école et la République, Éditions de l'Observatoire, 2022

### En collaboration
- Collectif, Les Territoires perdus de la République, Mille et une Nuits, 2002
- Avec Joël Kotek, De la parole antisémite à la destruction des Juifs en Europe, Mémorial de la Shoah, 2009
- Avec Joël Kotek, Enseigner la Shoah au collège et au lycée, cahier pédagogique, Paris, CDJC, 2009
- Préserver la laïcité, les 20 ans de la Loi 2004, Éditions de l’Observatoire, 2024